# Ноттінгем (міська агломерація)
Ноттінгемська забудована територія (BUA), міська територія Ноттінгема або Великий Ноттінгем (англ. Nottingham Urban Area) — це територія землі, визначена Управлінням національної статистики як забудована, з прилеглими територіями, з’єднаними, якщо вони розташовані в межах 200 метрів (див. Список міських територій). у статті Великобританії для ширшого визначення. Він складається з міста Ноттінгем і прилеглих міських районів Ноттінгемшир і Дербішир у Східному Мідлендсі Англії. На момент перепису 2011 року загальна кількість населення становила 729 977 осіб. Це стало збільшенням майже на 10 %, оскільки перепис 2001 року зафіксував чисельність 666 358 осіб через збільшення чи скорочення населення та кілька нових підрозділів.

## Географія
Великий Ноттінгем в основному знаходиться в межах трьох районів Рашкліфф, Брокстоу і Гедлінг, що оточують місто, хоча ця територія входить до Ноттінгемширського району Ешфілд, а також до районів Амбер-Веллі та Еруош у Дербіширі. Міська територія Ноттінгема, за даними ONS, є 8-ю за величиною в Англії (9-ю у Великобританії), з чисельністю населення між забудованими районами Тайнсайд і Шеффілд і загальною площею 176 км2.
Міська територія Ноттінгема обмежена на заході вузьким проміжком між Дрейкоттом (на захід від підрозділу міського району Брестон) і Борроуошем (на схід від міського району Дербі). Північно-західні розширення Хенор/Ріплі та Вест-Галлам мають дещо слабкий зв’язок із центром Ноттінгем-Сіті в основному через стрічковий розвиток, і знаходяться в безпосередній близькості до інших прилеглих міських районів, які разом майже пов’язані з Дербі з півночі.